# 외르크 미하엘
외르크 미하엘(독일어: Jörg Michael, 1963년 3월 27일~ )는 독일 출신의 드러머로 前 파워 메탈 및 멜로딕 스피드 메탈 밴드인 스트라토바리우스 소속이었다.

## 프로필
80년대부터 세션 드러머로서 활약하고 있었지만, 밴드의 정식 멤버로서의 활약은 그에 비해 적었기 때문에, 많은 양의 디스코그래피를 가지고 있다. 소속했던 밴드의 대부분이 파워 메탈 밴드였기 때문에, 이 장르에 있어서는 저명 인사나 다름없는 인물이다. 결혼하였으며 슬하에 1명의 자녀를 두고 있다.
1984년부터 1987년까지는 레이지에서 활동하였으며 후에 Grave Digger, Running Wild, [Mekong Delta]], Head Hunter 등에서도 활동하였다. 1995년부터 스트라토바리우스에 정식으로 가입하였다. 1993년부터 Running Wild의 정식 멤버로도 활동했지만, 스트라토바리우스의 활동에 전념하기 위해 1998년에 탈퇴하였다. 2003년에 티모 톨키와의 대립으로 인해 밴드를 탈퇴하였으나, 다음 해에 복귀한 바 있다. 스트라토바리우스를 탈퇴한 기간 동안은 영국 밴드인 SAXON에 서포트 멤버로서 활동하였다. 현재도 다양한 밴드의 서포트 멤버로서 활동하고 있다. 2010년 11월 21일 기준으로 암 판정을 받아 수술 뒤 정양중에 있다. 스트라토바리우스 13집 앨범 Elysium을 끝으로 건강상 문제로 완전히 탈퇴했다.

## 디스코그래피

### Avenger
- Prayers of Steel (1984년)
- Depraved to Black (EP, 1985년)

### 레이지
- Reign of Fear (1986년)
- Execution Guaranteed (1987년)
- 10 Years in Rage (1995년)

### Der Riss
- They All Do What Their Image Says (EP, 1986년)

### 100 Names
- 100 Names (1986년)

### The Raymen
- Going Down to Death Valley (1986년)
- The Rebel Years (best-of) (1995년)

### Metal Sword
- Metal Sword (1986년)

### Mekong Delta
- Mekong Delta (1986년)
- The Music of Erich Zann (1988년)
- Toccata (1989년)
- Principle of Doubt (1989년)
- Dances of Death (1990년)
- Classics (1993년)

### X-Mas Project
- X-Mas Project (1986년)

### Tom Angelripper
- Ein Schöner Tag (1995년)

### Axel Rudi Pell
- Wild Obsession (1989년)
- Nasty Reputation (1990년)
- Eternal Prisoner (1992년)
- The Ballads (1993년)
- Between the Walls (1994년)
- Made in Germany-Live (1995년)
- Black Moon Pyramid (1996년)
- Magic (1997년)
- Oceans of Time (1998년)
- The Ballads II (1999년)

### Laos
- Laos (1989년)
- We Want It (EP, 1990년)
- More than a Feeling (EP, 1993년)
- Come Tomorrow (EP, 1993년)

### Headhunter
- Parody of Life (1990년)
- A Bizarre Gardening Accident (1993년)
- Rebirth (1994년)

### Schwarzarbeit
- Third Album' (1990년)

### Grave Digger
- The ReaperThe Reaper (1993년)
- Symphony of Death (EP, 1994년)

### Running Wild
- Black Hand Inn (1994년)
- Masquerade (1995년)
- The Rivalry (1998년)

### Glenmore
- For the Sake of Truth (1994년)

### House of Spirits
- Turn of the Tide (1994년)
- Psychosphere (1999년)

### Unleashed Power
- Mindfailure (1997년)
- Absorbed (EP, 1999년)

### Andreas Butler
- Achterbahn Fahrn (1995년)

### Stratovarius
- Episode (1996년)
- Visions (1997년)
- Visions of Europe-Live (1998년)
- Destiny (1998년)
- The Chosen Ones-Best of (1999년)
- Infinite (1999년)
- Intermission (2000년)
- Elements (2002년)
- Elements (2003년)
- Stratovarius (2005년)
- Poraris (2009년)
- Elysium (2011년)

### Avalon
- Mystic Places (1997년)

### Die Herzensbrecher
- Seid Glücklich Und Mehret Euch (1998년)

### Andy & The Traceelords
- Pussy! (1998년)

### Beto Vázquez Infinity
- Beto Vázquez Infinity (2001년)

### SAXON
- Lionheart (2004년)

### Kaledon
- Chapter 3: The Way of the light (2005년)